# Radio Mayday
Radio Mayday è un singolo del cantautore italiano Lucio Corsi, entrato in rotazione radiofonica il 28 aprile 2023 come terzo estratto dall'album La gente che sogna.

## Video musicale
Il video musicale, scritto e diretto da Tommaso Ottomano, è stato pubblicato sul canale YouTube del cantante il 21 aprile 2023 e vede la partecipazione degli attori Irene De Santis e Lorenzo Pedol.

## Riconoscimenti
Videoclip Italia Awards
- 2024 – Migliori effetti visivi[2]
- 2024 – Candidatura al miglior videoclip indie
- 2024 – Candidatura al miglior montaggio